# Vladimir Horowitz
Vladimir Samojlovič Horowitz (ruski: Владимир Самойлович Горовиц, Vladimir Samojlovič Gorovic; ukrajinski: Володимир Самійлович Горовиць, Volodimir Samiilovič Horovic) (r. Bedričev, Ukrajina, 1. listopada 1903. – u. New York, 5. studenog 1989.), američki pijanist ruskog podrijetla. 
Smatran je jednim od najistaknutijih pijanista svih vremena. Njegova tehnika, korištenje boje tona i uzbudljivost njegova sviranja bili su legendarni. Iako su ga kritičari ponekad proglašavali sladunjavim i kičastim, imao je mnoštvo strastvenih sljedbenika i općenito se ubraja među najveće pijaniste dvadesetog stoljeća.

## Život i početak karijere
Sam Horowitz izjavio je da je je rođen u Kijevu, Ukrajina pod ruskim carstvom, no neki izvori za njegovo rodno mjesto navode Berdičev, Ukrajina. Njegova sestrična Natasha Saitzoff je u jednom intervjuu 1991. godine rekla da je svo četvero djece rođeno u Kijevu. Horowitzowa supruga, Wanda Toscanini, međutim, bila je uvjerenija da je rođen u Berdičevu. Rabinski dokumenti također potvrđuju rođenje u Berdičevu.
Rođen je 1903. godine, ali da bi ga prikazao mlađim radi izbjegavanja vojne službe da ne bi oštetio ruke, otac mu je tvrdio da je rođen 1904. godine. Godina 1904. pojavljivala se u mnogim referentnim djelima za vrijeme njegova života.
Horowitz je dobivao poduke u sviranju glasovira od najmlađe dobi, uglavnom je to činila njegova majka, koja je i sama bila kompetentna pijanistica. Godine 1912. došao je na Kijevski konzervatorij, gdje je učio od Vladimira Puhalskog, Sergeja Tarnovskog i Felixa Blumenfelda. Otišao je s konzervatorija 1919. godine odsviravši Klavirski koncert No. 3 u d-molu Rahmanjinova za diplomski. Prvi solistički recital izveo je 1920. godine.
Zvijezda njegove popularnosti počela se naglo uzdizati i uskoro je počeo putovati Rusijom gdje su ga često plaćali kruhom, maslacem i čokoladom umjesto novcem, zbog gospodarskih teškoća u zemlji. U sezoni 1922/1923. izveo je 23 koncerta s jedanaest različitih programa samo u Lenjingradu 2. siječnja 1926. godine Horowitz se prvi put pojavio izvan domovine, u Berlinu. Nakon toga, svirao je u Parizu, Londonu i New Yorku. Horowitz se 1940. godine doselio u Sjedinjene Američke Države, a američkim građaninom postao je 1944. godine.